# Дунайска-Стреда (район)
Дунайска-Стреда (словац. Dunajská Streda) — район Трнавского края Словакии. Граничит с Венгрией. Район примечателен тем, что здесь наблюдается наивысшая концентрация венгерского населения Словакии. Район Дунайска-Стреда и район Комарно являются двумя районами Словакии с преобладанием венгров.

## Население
| Год:                | 1994    | 2004    | 2014    | 2024    |
| ------------------- | ------- | ------- | ------- | ------- |
| Количество человек: | 110 887 | 114 217 | 118 499 | 127 827 |
| Разница:            |         | +3,00 % | +3,74 % | +7,87 % |

### Статистические данные (2001)
Национальный состав:
- Венгры — 83,3 %
- Словаки — 14,0 %
- Цыгане — 1,0 %

Конфессиональный состав:
- Католики — 77,8 %
- Реформаты — 9,5 %
- Лютеране — 1,7 %